# Hydrogamasellus antennatus
Hydrogamasellus antennatus är en spindeldjursart som beskrevs av Wolfgang Karg 1976. Hydrogamasellus antennatus ingår i släktet Hydrogamasellus och familjen Ologamasidae. Inga underarter finns listade i Catalogue of Life.